# Margaret Peterson Haddix

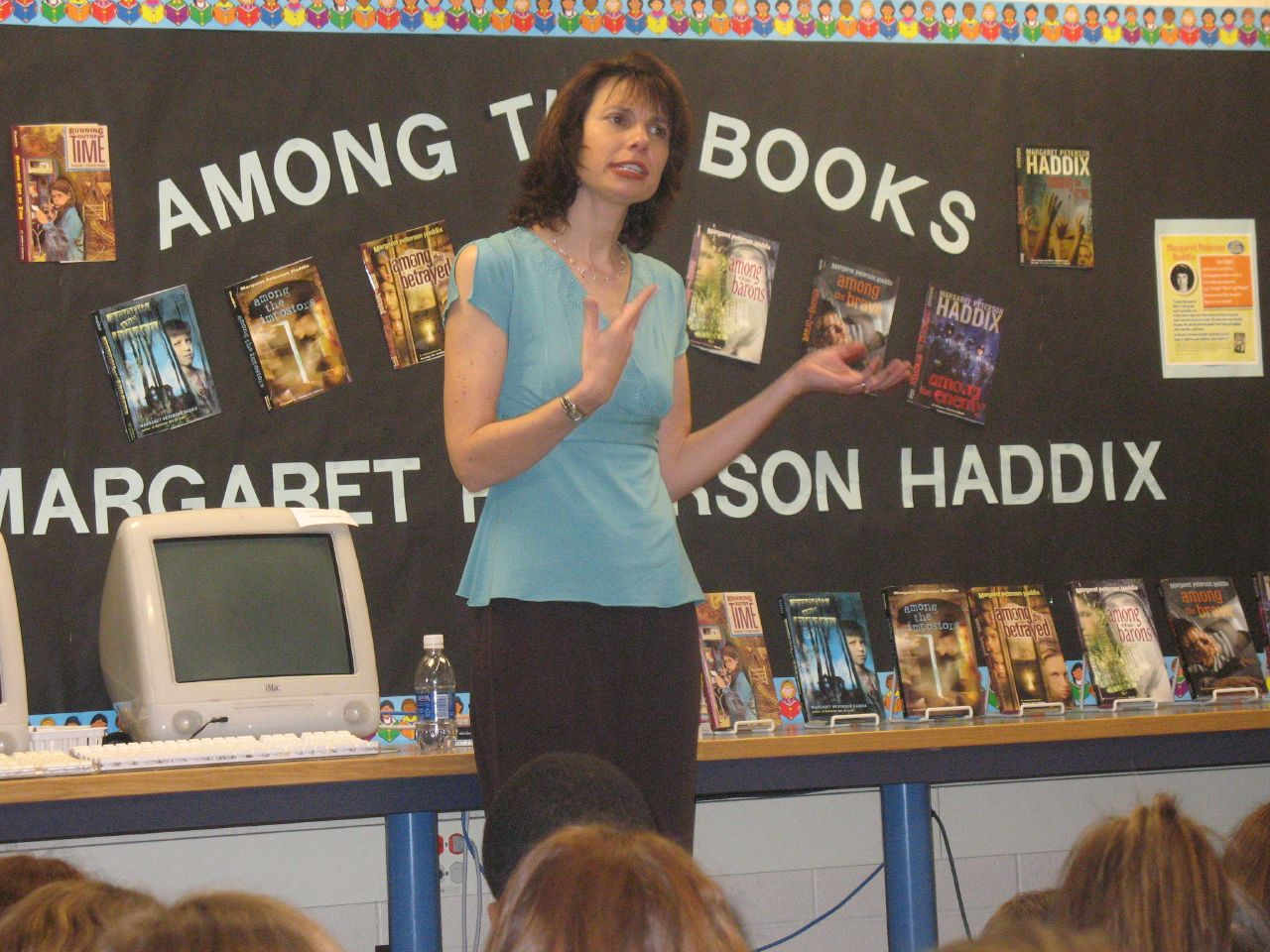
Margaret Peterson Haddix (2007)

Margaret Peterson Haddix (* 9. April 1964) ist eine US-amerikanische Schriftstellerin, die Bücher für Kinder und junge Erwachsene verfasst.

## Leben  und Familie
Margaret Peterson Haddix wurde auf einer Farm in Ohio geboren. Ihr Vater war Bauer und sie hat schon in ihrer Kindheit viel gelesen. Nach dem Studium hat sie verschiedene Tätigkeiten rund um das Schreiben ausgeübt.
Sie ist verheiratet und lebt mit ihrem Mann Doug, der als Journalist und Redakteur tätig ist, und ihren zwei Kindern Meredith und Conner in Columbus, Ohio.
Für ihr literarisches Werk wurde sie in den Vereinigten Staaten bereits mit zahlreichen Preisen ausgezeichnet. Aufgewachsen ist sie auf einer Farm in der Nähe von Washington Courthouse, Ohio, wo ihre Familie schon seit dem frühen 19. Jahrhundert lebte. Nach Beendigung ihres Studiums 1986 an der Miami University of Ohio arbeitete sie in verschiedenen Berufen, als Journalistin bei einer Tageszeitung in Indianapolis, Dozentin an einem College und als freie Journalistin in Danville, Illinois.

## Werke

### Schattenkinder-Zyklus
- Schattenkinder. 2002, ISBN 3-423-70635-X. (Among the Hidden. 1998)
- Unter Verrätern. 2003, ISBN 3-423-70770-4. (Among the Imposters, 2001)2003, ISBN 3-423-70788-7. (Among the Betrayed. 2002)
- In der Welt der Barone. 2005, ISBN 3-423-70907-3. (Among the Barons. 2003)
- Im Zentrum der Macht. 2006, ISBN 3-423-70984-7. (Among the Brave. 2004)
- Among the Enemy. 2005
- Gefährliche Freiheit. 2006, ISBN 3-423-71200-7. (Among the Free. 2006)

### Im Sog der Zeiten
- Die Entführten. 2009, ISBN 978-3-423-71380-1. (Found. 2009)
- Die Intrige. 2010, ISBN 978-3-423-71383-2. (Sent. 2009)
- Die Ausgesetzten. 2010, ISBN 978-3-423-71410-5. (Sabotaged. 2010)
- Die Gestrandeten. 2011, ISBN 978-3-423-71457-0. (Torn. 2011)

### Weitere Romane
- Running out of Time. 1995.
- Don’t You Dare Read This, Mrs. Dunphrey. 1996.
- Sie sind die Antwort auf alles. 1999, ISBN 3-423-78129-7. (Leaving Fishers. 1997)
- Just Ella. 1999.
- Experiment ewige Jugend. ISBN 3-423-70818-2. (Turnabout. 2000)
- The Girl With 500 Middle Names. 2001.
- Takeoffs and Landings. 2001.
- Because of Anya. 2002.
- Escape From Memory. 2003.
- Say What. 2004.
- The House on the Gulf. 2004.
- Double Identity. 2005.
- Dexter the Tough. 2007.
- Uprising. 2007.
- Palace of Mirrors. 2018.
- Claim to Fame. 2009.
- Into The Gauntlet. 2010.
- The Always War. 2011.
- Die 39 Zeichen. Band 10 (Der Schlüssel zur Macht)